# IC 4974-2
IC 4974-2 — галактика типу S/P (спіральна галактика) у сузір'ї Павич.
Цей об'єкт міститься в оригінальній редакції індексного каталогу.